# Sobki (Chojnik)
Sobki (niem. Sobke) – niestandaryzowana część wsi Chojnik w Polsce, położona w województwie wielkopolskim, w powiecie ostrowskim, w gminie Sośnie. Dawniej samodzielna wieś. Leży na południe od centrum Chojnika.
Śląska wieś (i gmina jednostkowa), włączona w 1920 roku do Polski, do powiatu odolanowskiego.
W latach 1975–1998 miejscowość administracyjnie należała do województwa kaliskiego.